# Leiospora exscapa
Leiospora exscapa là một loài thực vật có hoa trong họ Cải. Loài này được (C.A. Mey.) Dvořák mô tả khoa học đầu tiên năm 1968.